# P38 MAPK
p38 MAPK conformen una família de proteïnes cinases activades per mitogens, sensibles a estímuls d'estrès i tensions ambientals com ara les citocines, la radiació ultraviolada, el xoc tèrmic i el xoc osmòtic. Estan involucrades en la diferenciació cel·lular, l'apoptosi i l'autofàgia, entre altres processos.
Les proteïnes cinases activades per mitogens (MAPKs) formen part del grup de cinases intracel·lulars diana de diversos estímuls extracel·lulars i són, conseqüentment, reguladores d'un elevat nombre de processos i funcions cel·lulars.
Dins del grup de les MAP cinases es coneixen 4 subgrups: les cinases regulades per senyals extracel·lulars (ERKs), els c-jun N-terminals o proteïnes cinases activades per estrès (JNK/SAPK), ERK/gran MAP cinasa 1 (BMK1) i el grup p38 de proteïnes cinases (p38 MAPK).
p38 MAP cinasa (MAPK), també anomenada RK, Mhog1, SAPK2 o CSBP (proteïna d'unió específica a la citocinina, de l'anglès Cytoquinin Specific Binding Protein), és la proteïna ortòloga en els mamífers de la MAP cinasa Hog1p dels llevats, i participa en una reacció en cascada de senyalització que controla les respostes cel·lulars provocades per citocines i estímuls d'estrès.
S'han identificat quatre tipus de p38 MAP cinases: p38-α (MAPK14), -β (MAPK11), -γ (MAPK12 / ERK6), i -δ (MAPK13 / SAPK4). Hi ha quatre gens codificadors de les p38 MAP cinases: MAPK14 per a p38-α (s'han identificat dues isoformes alternatives de MAP14), MAPK11 per a p38-β, MAPK12 per a p38-ɣ i MAPK13 per a p38-δ.
Les 4 isoformes presenten homologia en el 74% de la seqüència d'aminoàcids que les conformen. p38-α és molt abundant a gairebé totes les cèl·lules, mentre que p38-β s'expressa en nivells molt baixos en comparativa, de manera que el seu paper a la via de senyalització roman bastant indefinit, ja que no és del tot clar. D'altra banda, l'expressió de p38-ɣ i p38-δ és més restringida, fet que ens permet entendre que tinguin funcions més especialitzades. p38-ɣ, que comparteix un 63% de la seva estructura primària amb p38-α, s'aïlla principalment al múscul esquelètic. p38-δ, la qual té el 61% de la cadena similar a la de p38-α, en canvi, abunda als pulmons, als ronyons, al pàncrees, a l'intestí petit i a les cèl·lules CD+ T.
De forma semblant a la via SAPK / JNK, p38 MAP cinasa s'activa com a conseqüència d'una gran varietat de processos cel·lulars, com ara la presència de lipopolisacàrids (LPS), factors de creixement, etc.
Les cèl·lules responen als canvis en les propietats físiques i químiques del medi mitjançant l'alteració de moltes funcions cel·lulars, com ara la taxa de metabolisme, la interacció amb altres cèl·lules i una gran quantitat de processos cel·lulars implicats en l'homeòstasi i la salut de l'organisme. Aquest comportament cel·lular en resposta a estímuls extracel·lulars està regulat per vies de senyalització intracel·lulars. Les MAP cinases són membres de les cascades de senyalització discretes i serveixen com a punts focals en resposta a una gran varietat d'estímuls procedents de l'exterior de la cèl·lula.
En els mamífers aquests canvis extracel·lulars activen quatre subfamílies de proteïnes cinases: ERK1/2, ERK5, JNKs i p38s. Aquestes quatre subfamílies de proteïnes constitueixen els mòduls centrals de tres nivells bàsics de senyalització: MAPK cinasa cinases (MKKKs), MAPK cinases (MKKs) i les MAPKs.
En concret, les MAPKs són activades mitjançant una doble fosforilació de la tirosina i la treonina en el subdomini VIII, on hi ha el bucle d'activació de la cinasa. Aquesta fosforilació és catalitzada per unes cinases específiques (MKKs).

## Propietats de les 4 isoformes
p38 fou aïllada per primer cop com a proteïna que tenia la capacitat de fosforilar la tirosina molt ràpidament en resposta a un estímul exterior provocat per la presència de lipopolisacàrids (LPS).
Gràcies a la clonació de l'ADNc de p38 es va observar que aquesta molècula tenia la capacitat d'unir derivats del piridinil imidazole, els quals se sap que són inhibidors de la biosíntesi de citocines inflamatòries, com la interleucina-1 (IL-1); o el factor de necrosi tumoral (TNF-α) en monòcits estimulats per LPS.
Els quatre tipus de p38 identificades fins al moment tenen diferents característiques: p38-α i p38-β s'expressen després de ser ubiquitinitzades, mentre que p38-γ i p38-δ s'expressen de diferent manera en funció del teixit apareixen.
Els quatre tipus de p38 són categoritzades com a proteïnes que tenen el motiu Thr-Gly-Tyr (TGY) de doble fosforilació.
Les quatre isoformes tenen un 60% de la seqüència d'aminoàcids idèntica (la identitat p38) mentre que només comparteixen entre un 40 i un 45% de la seqüència amb la resta de proteïnes de les altres tres famílies MAP cinases.

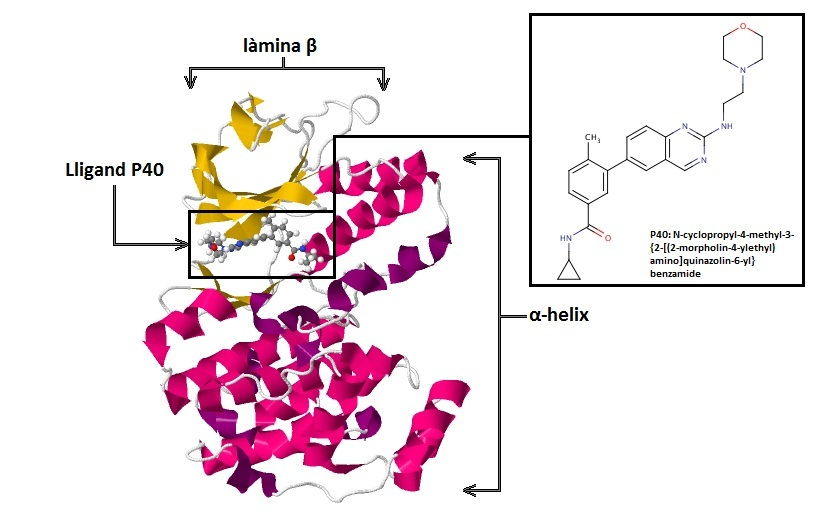
Les p38 MAPK tenen un centre actiu o lligand que s'identifica com a P40. El seu nom sistemàtic és N-ciclopropil-4-metil-3-{2-[(2-morfolin-4-iletil)amino]quinazolin-6-il}benzamida, i té un pes molecular de 431.530 g/mol. La seva fórmula és: C_{25} H_{29 }N₅ O₂. L'estructura secundària de les p38 està formada per un domini α-hèlix i un làmina-β.

## Senyalització cel·lular
La via metabòlica de senyalització de les p38 MAPK, ruta de transducció de senyals, permet que la cèl·lula interpreti una àmplia varietat de senyals externs i, a més, elabori i emeti una resposta adequada envers aquestes per mitjà de diversos efectes biològics.
El comportament d'una cèl·lula envers estímuls extracel·lulars ve determinat per mitjà de vies metabòliques de mediadors intracel·lulars. El grup de MAP cinases és responsable d'un elevat nombre de respostes cel·lulars a aquests estímuls, on destaca p38 MAP cinasa pel seu paper com a mediadora en la transducció de senyals i la seva importància en nombrosos processos biològics.m
p38 MAPK intervé en un gran nombre de processos de transducció de senyals perquè és activada com a conseqüència d'un extens rang d'estímuls: les partícules inflamatòries, els factors de creixement i els senyals d'estrès ambiental, entre d'altres. D'aquesta manera, en funció del senyal que rep reconeix diferents substrats. Addicionalment, la localització concreta d'aquesta proteïna també comporta que pugui fosforilar diverses proteïnes, les quals duen cadascuna cap al desencadenament d'una via d'efectes biològics diversos. En conjunt, això suposa que les p38 MAPK juguin un paper clau en molts dels processos que es duen a terme a l'organisme: la migració de les cèl·lules i la seva proliferació cel·lular, el control del cicle cel·lular, la diferenciació cel·lular, l'angiogènesi, l'apoptosi i el procés d'inflamació.
Prèviament, però, per tal que aquesta pugui transmetre el senyal i activar els substrats que se situen al seu corrent baix, cal que la proteïna hagi estat activada. Una fosforilació al seu centre actiu desencadena un canvi a la conformació estructural de p38, sent aquest el procés que l'activa. Això és a causa que, en afegir-se el grup fosfat i reorganitzar-se la biomolècula peptídica, queda accessible a la resta de molècules el fragment on s'uneix el substrat -el centre d'unió de la proteïna-, de manera que és susceptible que s'hi uneixin, i s'estabilitza alhora el seu centre actiu. Sent així, la proteïna passa d'estar en un estat en el qual és poc afí als seus substrats, a un estat on ho és molt.
Seguidament, p38 MAPK es dirigeix cap als seus substrats diana del seu corrent baix i els afegeix grups fosfats, tot modificant la seva activitat amb la finalitat que aquests procedeixin amb la transmissió del senyal, ja sigui per mitjà de la seva inhibició o de la seva activació.
Atès que les p38 MAPK pertanyen al grup de cinases d'estrès, és d'elevada importància que els nivells de la proteïna activa romanguin baixos. Les fosfatases, enzims encarregats de catalitzar l'eliminació de grups fosfats, intervenen en el manteniment de concentracions baixes de p38 MAPK a l'organisme, ja que en desfosforil·lar-les aquestes retornen a la seva conformació inicial, de manera que resten inactives. D'altra banda, existeix també un altre mecanisme involucrat en aquesta sustentació: els inhibidors químics que bloquegen l'activitat enzimàtica.

## Regulació de la via de senyalització de les p38 MAP cinases

### Estímuls extracel·lulars
Els estudis realitzats han mostrat que l'activació de p38 MAP cinasa es produeix en resposta a un gran nombre d'estímuls extracel·lularsmdistints i en diferents organismes, havent-se identificat i clonat homòlegs d'aquesta proteïna en llevats (Hog1 & Spc/Sty1), cucs (pmk-2), mosques (p38 a, b, c) i granota (p38).
En cèl·lules de mamífers, p38 MAPK ha resultat ser activada a conseqüència de l'estimulació de receptors com GPCR (receptor acoblat a proteïnes G), receptors de citocines, receptors que s'assemblen a Toll (Toll-like receptors), receptors de factors de creixement i associats a estrès ambiental, així com per citocines pro-inflamatòries.
El mecanisme d'activació de p38 s'inicia amb l'estimulació d'alguna de les diverses MAPKKKs (MAP cinasa cinasa cinasa) d'entre l'ampli rang de les que intervenen en aquesta via metabòlica, per mitjà de senyals d'estrès químic o físic, com la irradiació amb llum ultraviolada (UV), isquèmia, calor, xocs osmòtics, hipòxia, citocines inflamatòries (TNF-α), citocines com la interleucina-1 (IL-1) i factors de creixement (CSF-1). Aquestes MAPPKKs activen les MKKs (MAP cinasa cinasa) i aquestes últimes activen p38 MAP cinasa.
Tot i que s'ha provat l'existència de grans similituds en els perfils d'activació de les 4 isoformes de p38 MAP cinases (α, δ, ɣ i β), es fan notòries les diferències en la cinètica d'aquests enzims i entre els seus nivells d'activació.
Així doncs, la via metabòlica que precedeix i succeeix a p38 és extensa i complexa, donada aquesta àmplia sèrie d'estímuls que desencadenen el seu funcionament i, per tant, l'activen. No obstant això, l'activació de p38 no només depèn del tipus d'estímul, sinó també del tipus de cèl·lula. D'aquesta manera, la insulina, per exemple, pot estimular l'activació de p38 a 3T3-L1 adipòcits, mentre que a les neurones de l'encèfal de pollets provoca la reducció de la seva activitat. m

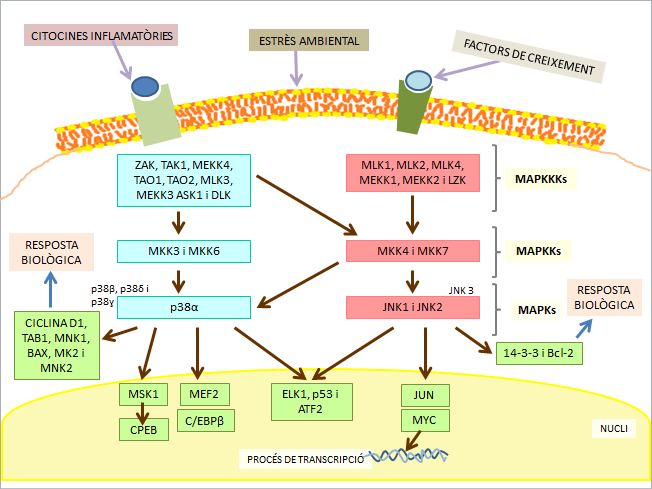
Les MAPK poden ser activades per citocines inflamatòries, factors de creixement o estímuls d'estrès ambiental. Les diferents cinases que intervenen en el corrent alt d'aquesta via destinades a activar p38 són les MAPKKKs (MAP cinasa cinasa cinasa) i MAPKKs (MAP cinasa cinasa). S'estableix un punt de relació amb la via de JNKs, un altre gran tipus de MAPK, per tal de fer èmfasi en la possibilitat de co-activació entre ambdues vies. Tanmateix, els substrats pertanyents al corrent baix d'aquest enzim, com factors de transcripció entre d'altres, seran activats per mitjà d'una fosforilació, després de la qual desencadenaran processos biològics com a resposta elaborada envers els estímuls.

### Cinases activadores de les p38 MAP cinases pertanyents al corrent alt de la via de senyalització
L'activació de les distintes p38 és controlada de forma molt específica per mitjà de diferents reguladors i co-activada per combinacions d'aquests mateixos reguladors del corrent alt de la via metabòlica d'aquesta proteïna.
Les p38 són activades per cinases MKKs (MAP cinases cinases, o MAPKKs), de les quals hi ha principalment dos,mMKK3 i MKK6, també conegudes com a MEK3 i MEK6. L'activació d'aquesta proteïna es produeix per raó d'una fosforilació catalitzada per MKK3 i 6 de Thr-Gly-Tyr (TGY, treonina, glicina i tirosina). mAmbdós catalitzadors presenten elevada afinitat i especificitat envers les p38, a causa que únicament activen a aquesta, no intervenen en les vies de JNK ni ERK. Aquesta diferenciació i especificitat enzim-substrat es postula com a generada a causa de les diferències en la forma fosforilada i la llargada de TGY respecte a les establertes en p38 en ERK i JNK.
L'elevada especificitat lligada als substrats és probablement la raó per la qual cada MKK té una funció diferent. Tanmateix, aquests enzims, MKK3 i 6, tenen selecció selectiva pel que fa a les 4 isoformes que co-existeixen a l'organisme, fins al punt que, per exemple, l'MKK3 presenta una incapacitat d'activació de p38-β de forma potent, activant només lamp38-α, p38-δ i p38-ɣ. L'MKK6, contràriament, posseeix un gran poder activador sobre aquesta isoforma β, tot i ser aquests dos enzims homòlegs en un 80%. Concretament, l'MKK6 pot activar totes 4 isoformes existents de p38, motiu pel qual se'l coneix com el major activador de p38 MAP cinasa. En tipus específics de cèl·lules i com a resposta a determinats estímuls, l'enzim MKK4, anomenat alternativament com MEK4 o SEK1, el qual és principalment un enzim cinasa del corrent alt de la via metabòlica de les JNKs, col·labora en el reforçament de l'activació de p38-α i p38-δ amb paper MAPKK. Això suggereix que podria ser un lligam entre JNK i p38. L'MKK7 activa, per altra banda, la p38-δ a les cèl·lules humanes 293T dels ronyons.
A banda de l'activació de les p38 duta a terme per cinases del corrent alt de la seva via, també hi ha un mecanisme independent a les MKKs, l'activació a partir d'una autofosforilació de p38-α en interaccionar amb TAB1(Transforming growth factor-activated protein kinase 1 (TAK1)-binding protein) que la duu a autoactivar-se. Es creu que es produeix únicament sota concretes condicions fisiològiques i patològiques.m

### Altres activadors del corrent alt de les p38 MAP cinases
L'activació de p38 en funció de diferents estímuls extracel·lulars s'aprecia en la gran diversitat de MKK cinases (MAP3Ks o MKKs) que hi participen, com TAK1, ASK1/MAPKKK5, DLK/MUK/ZPK, i MEKK4. La sobreexpressió massiva d'aquestes MAP3Ks comporta l'activació de les vies metabòliques de les p38s i les JNKs, fet que és el motiu pel qual aquestes dues vies acostumen a ésser co-activadesmentre elles.
Addicionalment, molècules de baix pes molecular que s'uneixen a GTP i pertanyen a la família Rho, com Rac1 i Cdc42, poden activar les MAP3Ks de la via metabòlica relativa a p38. La co-expressió de les formes actives de Rac i Cdc42 desencadenen en l'activació de p38 MAPK, però contràriament, la predominança de les formes inactives comporten l'evitamentm de l'increment de l'activitat d'aquesta proteïna mitjançant la inhibició d'IL-1.

### Regulació negativa de la via de senyalització
En condicions fisiològiques, les MAP cinases només s'activen temporalment, tot i que el nivell de MAP cinases al llarg del curs d'estimulació no varia.
La desfosforilació sembla tenir un paper important en la regulació negativa de l'activitat de les MAP cinases. Moltes fosfatases de doble especificitat actuen sobre diversos components de la via de les MAP cinases. Aquestes proteïnes conformen la família de les MAP cinases fosfatases (MKP). Molts components poden desfosforilar de manera eficient p38-α i p38-β. Tanmateix, p38-δ i p38-γ són resistents a totes les proteïnes de la família de les MKP. Existeix un mecanisme que regula les isoformes de p38 de manera diferent en funció dels nivells de fosfatasa i l'especificitat. m

## Substrats del corrent baix
Els substrats fisiològics de p38-α i p38-β són de diversa naturalesa. Entre ells hi ha factors de transcripció; proteïnes cinases, que al seu torn fosforilen factors de transcripció; proteïnes del citoesquelet; components de la maquinària de traducció, i enzims metabòlics, com la glicogen sintetasa o la fosfolipasa A2 citosòlica.
El primer substrat de p38-α en ser identificat va ser la proteïna cinasa 2 activada per MAP cinases (MAPKAP-K2 o MK2), juntament amb MK3, amb què està estretament relacionada perquè pertanyen a la família de substrats activats per les p38 MAP cinases. Es va demostrar que ambdues activen diversos substrats, com la proteïna 1 dels limfòcits específics (LSP1); la proteïna 27 de xoc tèrmic (HSP27); la proteïna d'unió als elements de resposta a l'AMPc (CREB); el factor de transcripció dependent de l'AMPc 1, conegut com a ATF1; el factor de resposta al sèrum (SRF), i la tirosina hidroxilasa.
Una característica que fa única p38-γ vers les altres p38 MAPK és la seva seqüència curta C-terminal –KTEXL, que és una seqüència d'un aminoàcid que uneix dominis PDZ a les proteïnes. p38-γ uneix una gran varietat d'aquestes proteïnes, com per exemple l'α-1-sintrofina, la SAP90/PSD95 i la SAP97/hDlg, i en condicions d'estrès té la capacitat de fosforilar-les i regular la seva activitat. Aquestes són proteïnes de bastida generalment dirigides al citoesquelet de la membrana plasmàtica en llocs especialitzats, com les unions neuromusculars i les unions gap.
D'altra banda, p38-δ podria tenir un paper important en la regulació del citoesquelet, ja que se sap que fosforila la proteïna citoplasmàtica estatmina, que regula la dinàmica dels microtúbuls. La proteïna Tau associada a microtúbuls és un altre substrat de p38-δ. El factor d'elongació-2 eucariòtic de ribosilació de l'ADP (eEF2) va ser identificat en una pantalla per a substrats de p38-δ i es va mostrar que inhibia la fosforilació de serina en posició 359. A més a més, s'ha suggerit que p38-δ regula l'expressió genètica a través del factor de transcripció CHOP, conegut també com a DDIT3.

## Factors de transcripció activats per p38
Un altre grup de substrats que són activats per p38 comprèn els factors de transcripció. Ha estat demostrat que molts factors de transcripció, els quals abasten una àmplia gamma d'accions, són fosforilats i posteriorment activats per p38. Alguns exemples són els factors activadors de la transcripció 1, 2 i 6 (ATF-1/2/6); la proteïna accessòria SRF (Sap1); el factor de transcripció DDIT3 (també anomenat CHOP); la p53, la proteïna C/EBPβ; el factor 2C potenciador dels miòcits (MEF2C); així com el MEF2A i els factors de transcripció MITF1, ELK1, NFAT i l'1-HMG box (HBP1).
Un important element cis, l'AP-1, sembla influït per p38 via diversos mecanismes diferents. Recentment, el factor de transcripció HBP1, el qual ha estat relacionat amb l'aturada de la fase G1 del cicle cel·lular, ha estat identificat com a substrat de les p38, atès que la inhibició d'aquestes provoca la disminució dels nivells d'HBP1.

## Conseqüències biològiques de l'activació de les p38

### p38 i càncer
Les cèl·lules són atacades constantment per diferents estímuls d'estrès que poden desencadenar alteracions en el material genètic d'aquestes mateixes (alteracions al DNA). És aquest el motiu pel qual les cèl·lules desenvoluparen un sistema que permet detectar i reparar els danys originats. Es basa en la iniciació de diferents vies de senyalització que “arresten” tots els processos del cicle cel·lular i aturen el metabolisme encarregat de la síntesi de molècules, el que seria necessari durant la resposta a aquests estímuls d'estrès. A les cèl·lules canceroses, però, l'existència de nombroses mutacions als principals gens reguladors del cicle cel·lular implica una desregulació d'aquest procés, de manera que les cèl·lules continuen dividint-se i, en conseqüència, obtenint més mutacions. Algunes d'aquestes moren, però altres es tornen cada cop més resistents a la mort cel·lular i generen poblacions de cèl·lules immortals en ser seleccionades com a supervivents.
p38 MAP cinasa s'associa a diverses respostes cel·lulars lligades al càncer. El seu paper és difícil de determinar, ja que s'ha mostrat contradictori en funció del tipus de cèl·lula, de l'ambient i del corresponent conjunt de condicions que l'acompanyen, és a dir, del context, exercint des de protecció contra estímuls o estrès fins danyant a la mateixa cèl·lula.
Aquesta proteïna s'activa
en presència d'estímuls ambientals i genotòxics d'estrès, tenint rols molt importants en el control de la proliferació, diferenciació, supervivència i migració de les cèl·lules en general. Determinats tipus cel·lulars empren aquesta via de senyalització com a mesura per evitar la proliferació i els canvis morfològics en les cèl·lules, però les cancerígenes poden modificar aquestes vies de tal manera que afavoreixin la seva pròpia proliferació, supervivència i invasió. És per aquest motiu que la via de senyalització de p38 MAP cinasa normalment està disminuïda en casos de càncer, però no sempre.
Així doncs, les p38 MAPKs,
incloses totes les seves isoformes, funcionen tant com a supressores de tumors com oncoproteïnes. És per això que la inhibició de les proteïnes p38 MAP cinases amb finalitat terapèutica es pot realitzar únicament en certs contexts cel·lulars, tipus i estats dels tumors, no en totes les ocasions.

#### Cicle cel·lular
p38-α pot regular de forma negativa la progressió del cicle cel·lular en els punts G1/S i G2/M mitjançant la disminució de la quantitat de ciclines, l'increment d'inhibidors de cinases dependents de ciclines (CDK) i la modulació de p53.
La sobreexpressió de p38α en llevats comporta un alentiment de la proliferació cel·lular, però per contra, un tractament administrat a cèl·lules mamíferes consistent en inhibidors de p38α i β (inhibidor SB203580) mostrà també una velocitat més baixa pel que fa a la
proliferació.
p38 contribueix en les fases G1 i G2/M del cicle cel·lular, ja que per exemple, a les cèl·lules NIH3T3 s'aconseguí l'arrest de G1 per mitjà de la microinjecció de Cdc42, un activador de p38 que, per tant, la relacionava concretament a p38-α amb aquest procés d'aturament. Tanmateix, la regulació dels substrats HBP1 i p21 de p38 comporta també el control del cicle cel·lular. HBP1 reprimeix els gens reguladors d'aquest cicle, de manera que així aconsegueix la regulació de la seva progressió. D'altra banda, la p21 és inhibidora de CDK i és així, bloquejant l'activitat de CDK, com evita l'avanç de la fase G1.
Però oposadament, la
inhibició de p38 MAPK disminueix la progressió de la fase G1-S a cèl·lules tiroïdals FRTL-5, pel que, en conclusió, es pot establir que p38 té efectes diversos en el cicle cel·lular.

#### Supressió de tumors
En determinats tipus de cèl·lules l'activitat de p38 MAP cinasa és necessària per a la supervivència de les mateixes després d'un tractament citotòxic, però això depèn totalment del fons genètic d'aquesta.
p38 MAPK té un paper essencial en la resposta desenvolupada envers l'alteració del DNA en teixits sans, juntament amb altres proteïnes estàndard. Aquesta cinasa és partícip del manteniment i la iniciació de l'arrest del cicle cel·lular mitjançant la fosforilació de reguladors positius d'aquest procediment, induint l'apoptosi de la cèl·lula si l'acumulació de DNA danyat és excessiva.
D'altra banda, l'activació de p38 MAP cinasa s'ha evidenciat com a reduïda en tumors, i la pèrdua de components de la seva via de senyalització, com MKK3 i MKK6 ha induït un increment en la proliferació d'aquests cúmuls de cèl·lules, independentment del tipus de línia cel·lular emprada o de l'agent provocador del tumor als estudis realitzats. Diversos reguladors negatius de la via metabòlica de senyalització de p38 MAPK, com les fosfatases PPMID i DUSP26, o els inhibidors de les MAP3K cinasa 1 reguladors de senyals d'apoptosi, GSTM1 i GSTM2, se sobre-expressen amb la finalitat de reduir l'activitat d'aquesta proteïna per tal d'evitar la supressió de tumors en el cas de càncer.
Encara que elevats nivells de p38 són causant de l'apoptosi cel·lular, també estan relacionats amb la malignitat en alguns càncers, com el de pulmó i el glioma, entre alguns altres.

#### Apoptosi
L'apoptosi és una forma de mort cel·lular activa mitjançant la qual s'eliminen cèl·lules amb defectes en processos com el creixement o danyades, ja sigui per alteracions en el seu DNA o externament.
Nombrosos tumors presenten mutacions genètiques que els permeten resistir a l'apoptosi, i s'ha evidenciat que p38 MAP cinasa intervé tant en els casos en els quals l'apoptosi actua com en els quals no, és a dir, en pro-apoptosi i en anti-apoptosi. D'aquesta manera, elmpaper de p38 MAP
cinasa a l'apoptosi depèn del tipus de cèl·lula i de l'estímul que es rep, ja que encara que en algunes fomenta la mort, en altres permet la supervivència, diferenciació i desenvolupament.
Les proteases de la cisteïna, també anomenades caspases, proteïnes zimògens citosòliques, és a dir, precursors
enzimàtics inactius que necessiten ser activats per tal de poder actuar, se situen al centre de la via apoptòtica d'una cèl·lula. L'activació de les caspases pot venir induïda per canvis en la permeabilitat mitocondrial o per senyals sintetitzades als receptors de mort cel·lular de la membrana plasmàtica. Fas és una proteïna de superfície amb un domini citoplasmàtic de “mort cel·lular”, mentre que el seu lligand, FasL, pertany al grup de factors de necrosi tumoral (TNF). D'aquesta manera, Fas és un receptor de l'apoptosi que s'activa en ser unit al seu corresponent lligand, i s'agrega amb altres Fas de forma prèvia a que el conjunt s'uneixi a FADD, una proteïna adaptadora que posseeix un domini de mort citosòlica. FADD estableix un enllaç amb la caspasa i aquesta s'autoactiva, podent aquesta així activar a altres caspases efectores i desencadenar l'apoptosi.
La inhibició de les caspases comporta el bloqueig de l'activació de les p38 MAP cinases, de manera que se suggereix un paper de p38 en el corrent baix de la via d'activació de les caspases i, per tant, un paper en l'apoptosi cel·lular. Tot i això, la sobreexpressió de MKK6bb comporta també l'activació de les caspases desencadenant la mort cel·lular, motiu pel qual p38 podria tenir un paper tant en el corrent baix com en l'alt.
p38 MAPK activa, a més, una altra proteïna que indueix l'apoptosi en unir-s'hi i fosforilar-la: la p53. Això fou comprovat en una línia de cèl·lules epidèrmiques quan en bloquejar la via de p38 es bloquejà l'apoptosi a causa que havia estat impedida la p53 per no haver estat activada.
Els estímuls apoptòtics
poden desencadenar l'activació de p38 a través de vies secundàries com la producció d'espècies reactives a l'oxigen (ROS), mecanisme que podria ser important en l'eliminació de l'inici dels tumors, ja que es desencadenaria l'apoptosi en expressar-se els oncogens que inclouen ROS en cèl·lules immortalitzades.
p38-β s'ha registrat amb facultats per produir un efecte anti-apoptòtic en algunes línies cel·lulars, contrarestant d'aquesta manera el poder apoptòtic de p38-α en activar-se.
Estudis recents han mostrat que l'apoptosi en cèl·lules canceroses s'inicia a partir de l'activació de p38 MAPK quan es realitza l'aplicació farmacèutica de retinoides, cisplatí i altres agents quimioterapèutics. Aquest descobriment es pot emprar per a sintetitzar agents anti-cancerígens que evitin els efectes secundaris originats a conseqüència de successos del corrent alt de la via d'aquesta proteïna

#### Proliferació
Normalment p38-α MAPK s'associa a l'evitament de la proliferació cel·lular, però en certes ocasions en determinades línies cel·lulars cancerígenes, com les hematopoètiques, pot actuar regulant positivament aquest procés.
L'afavoriment de la
supervivència cel·lular originat per les p38 MAPKs pot venir donat per la regulació dels programes d'autofàgia, la inducció de la diferenciació cel·lular o per senyals inflamatoris anti-apoptosi, com podria ser la citocina interleucina-6 (IL-6).
En la diferenciació i
invasió de cèl·lules canceroses pròpies de diversos tipus de càncer, com el de mama, còlon, carcinoma i el d'ovaris, p38-α i p38-β tenen un paper força important. La via de senyalització de p38 està fortament relacionada amb la diferenciació en neurones, i així es mostra quan en inhibir-la amb SB203580 es paralitza el brot cancerigen a cèl·lules canceroses PC12. D'altra banda, alts nivells de p38 MAPK activada es registren en el càncer de còlon, així com α i β regulen la supervivència, proliferació i invasió de les cèl·lules en el de carcinoma. Igualment, en inhibir-la s'augmenta la sensibilitat de les cèl·lules canceroses d'un tumor gàstric a la quimioteràpia i s'evita la proliferació d'un tumor paracrí.

#### Invasió cancerígena i metàstasi
La via de senyalització de p38 regula l'expressió del grup MMP, el qual està altament implicat en la invasió de teixits per part de tumors cancerosos i en la metàstasi evidenciada en diverses línies cel·lulars. p38 fosforila la proteïna de xoc de calor p27, proteïna que regula MMP-2 i l'activa, facilitant d'aquesta manera la invasió del tumor en el càncer de pròstata per exemple, però un mecanisme molt similar és present també al melanoma i al carcinoma.
La progressió del càncer de mama, incloent-hi la seva corresponent invasió i metàstasi, es veu facilitada per la via de p38 MAP cinasa en provocar la sobreexpressió de uPA. m

### Inflamació
Com s'ha esmentat anteriorment, hi ha un fort vincle entre la via de les p38 MAPKs i els processos inflamatoris. L'activació de les vies de transducció de senyals per part de les proteïnes p38 és clau en la producció de citocines proinflamatòries i és imprescindible en la inducció d'enzims.
La inducció d'enzims (mediadors inflamatoris) s'ha vist que és regulada també parcialment per p38-α. Un exemple és l'enzim COX-2 el qual controla la remodelació del teixit nerviós en condicions patològiques.
D'altra banda, recentment ha estat comprovat que en els limfòcits Th1 deficients de p38 MAPKs, la secreció d'interferons gamma (IFN-γ) estimulada per IL12 / IL18 és defectuosa en comparació a la secreció induïda per TCR (receptors de limfòcits T). Això suggereix que p38 pot restringir l'activitat de les cèl·lules Th1 a una de les dues vies involucrades en la producció d'IFN-γ.
Altres processos relacionats en la inflamació regulats per les p38 MAPks són: l'expressió d'enzims intracel·lulars com el iNOS (regulador de processos d'oxidació) i la regulació en la proliferació i diferenciació de cèl·lules del sistema immunitari com GM-CSF i CSF.

#### Asma
La via de senyalització de p38 està involucrada en l'expressió de citocines inflamatòries, això pot contribuir a l'aparició d'asma i malalties autoimmunes. Inhibidors de p38 han demostrat ser eficaços en nombroses tipologies d'inflamació i han resultat ser beneficiosos per a la cura o el tractament de malalties com l'asma. S'ha vist que inhibidors com el SB203580 inhibeix la producció de factor de necrosi tumoral (TNF-α) i IL-1-β en el líquid de rentatge bronco-alveolar (BAL). Un altre inhibidor de p38, SB239063, redueix el nivell d'infiltració de neutròfils després de la inhalació d'endotoxines així com els nivells d'IL-8, Il-6 i MMP-9 en el BAL de rates.

#### Artritis reumatoide
L'artritis reumatoide és una malaltia provocada per la inflamació sistèmica i crònica d'òrgans i gran nombre de teixits. Causa inflamació al revestiment de les articulacions i/o en altres òrgans interns. La via de senyalització de p38 MAPK ha estat associada a aquesta malaltia i estudis preclínics han demostrat la gran potència terapèutica que alguns inhibidors de p38 poden tenir en el tractament d'aquest trastorn. El SB203580 i el SB220025 van ser efectius en un estudi sobre l'artritis reumatoide en murins.

#### Malaltia inflamatòria de l'intestí
Aquesta malaltia consisteix en un conjunt de processos inflamatoris que es donen al llarg de l'intestí prim. S'ha comprovat que els nivells d'interleucina 23 (IL-23) en teixits de ratolins afectats per aquest trastorn inflamatori són més elevats del normal. L'eliminació d'IL-23 redueix la inflamació de l'intestí. Les vies de senyalització en cascada MAPK han estat identificades en la patogènesi de la malaltia inflamatòria de l'intestí. Un estudi recent en rates transgèniques informa que la SB203580 (inhibidor de p38 MAPK) millora les alteracions histològiques provocades per la malaltia i redueix els nivells d'ARNm de citocines proinflamatòries.

#### Inflamació cerebral i Ictus
La inflamació del cervell és una de les causes importants de la neurodegeneració en malalties neurològiques comunes com ara els ictus i l'Alzheimer. Investigadors van demostrar que p38 MAPK estava mal regulada en els cervells de ratolins transgènics amb Alzheimer. U minhibidor de p38 MAPK, SB239063, va reduir el volum d'infarts i dèficits neurològics en aquests ratolins.
Altres ratolins transgènics que sobreexpressavenml'APP751m(una isoforma de l'aminoàcid 751 en la proteïna precursora de la β-amiloide) tenien alts nivells en l'activitat de p38 MAPK en la microglia (les principals cèl·lules efectores immunes del cervell), i presentaven un augment de la vulnerabilitat a lamisquèmiamcerebralmen comparació amb els ratolins de tipus salvatge de la mateixa edat. El tractament dels ratolins transgènics amb inhibidor de p38 MAPK,mSD282, es va veure que protegia el cervell de la lesió isquèmica i elimina la vulnerabilitat isquèmica.

### Relació amb la disfunció cardiovascular
La inhibició tòpica de les p38 activades localment per cremades a la pell sembla atenuar la resposta inflamatòria local i sistèmica, atès que es redueix l'alliberament de mediadors proinflamatoris i evita la disfunció cardiovascular induïda per cremades després d'una lesió tèrmica.

### Relació amb l'Alzheimer

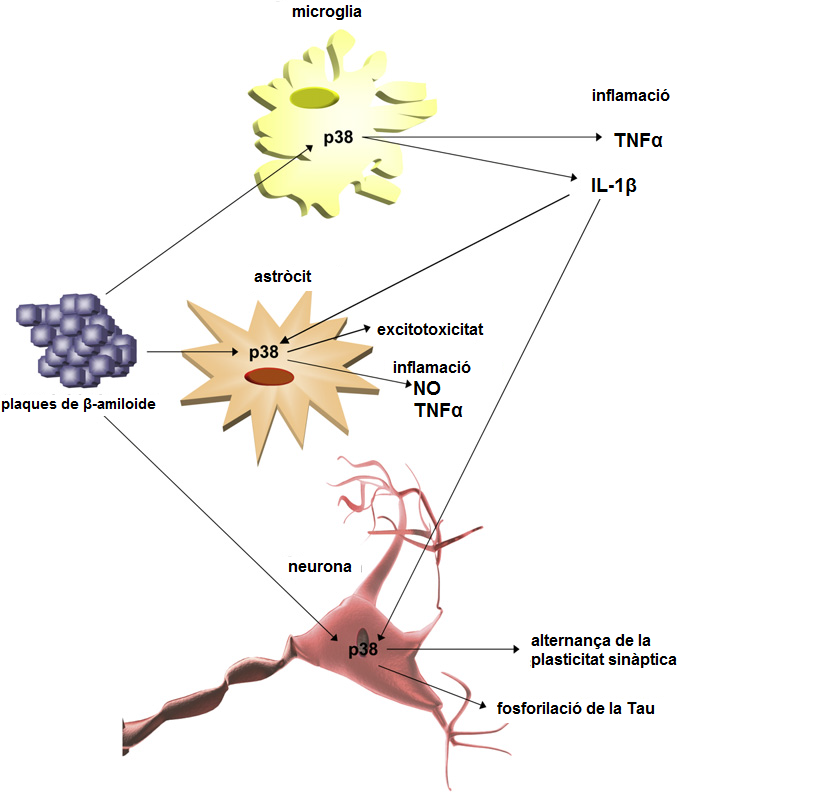
La p38 té diversos efectes sobre les cèl·lules del sistema nerviós. Quan actua sobre les cèl·lules de la micròglia, provoca l'alliberament de citocines pro-inflamatòries; sobre els astròctis, causa excitotoxicitat i inflamació, i finalment, indueix la fosforilació de la proteïna Tau i origina una alternança pel que fa la plasticitat sinàptica quan apareix a les neurones.

La característica patològica de la malaltia d'Alzheimer és l'acumulació de plaques extracel·lulars, que estan constituïdes per filaments de polímers β-amiloide, i cabdells de neurofibril·les intracel·lulars, compostos per la proteïna Tau, que és neuronal i està associada a microtúbuls.
p38 MAPK participa en diferents tipus de cèl·lules i mecanismes en l'Alzheimer.

#### Relació amb la neuroinflamació en la micròglia
S'ha proposat que el nivell elevat de β-amiloide en el cervell d'aquelles persones que pateixen Alzheimer indueix l'activació de la micròglia, que és el conjunt de petites cèl·lules glials que formen part del complex neuroglial, i el consegüent alliberament de citocines pro-inflamatòries induïdes per la via de p38 MAPK, com la interleucina 1β (IL-1β) i el factor de necrosi tumoral (TNF-α). IL-1β i TNFα són les citocines primàries responsables de la inflamació crònica observada en el cervell d'aquelles persones que pateixen Alzheimer. A més a més, IL-1β activa p38 MAPK en astròcits i neurones, cosa que provoca una inflamació excessiva i la fosforilació de la proteïna Tau.

#### Neuroinflamació en astròcits
La senyalització de p38 MAPK en astròcits és activada per la interleucina IL-1β alliberada per la micròglia. Aquesta activació porta a un increment de la síntesi de mediadors pro-inflamatoris com TNFα i NO. L'exposició dels astròcits a les plaques de β-amiloide comporta l'excitotoxicitat, que és l'acumulació perjudicial de glutamat en la sinapsi. Això és provocat per l'activitat alterada de la via de p38 MAPK.

#### Relació amb la plasticitat sinàptica
La inhibició de la plasticitat sinàptica induïda per plaques de β-amiloide està regulada per la senyalització de p38 MAPK. p38 MAPK és fosforilada ràpidament després de la interacció de β-amiloide-RAGE, la qual cosa duu a la inhibició de la potència a llarg termini. A més a més, IL-1β glial augmenta l'activació de p38 MAPK i la fosforilació de la proteïna Tau a les neurones.

### Fosforilació de la proteïna Tau
Un altre identificador de l'Alzheimer i altre malalties neurodegeneratives conegudes com a tauopaties, és l'acumulació de neurofilaments constituïts per la proteïna Tau. Aquesta proteïna pertany a una família de proteïnes associades a microtúbuls. La Tau s'uneix a la β-tubulina i estimula l'assemblatge de microtúbuls, de manera que té un paper important pel que fa a l'organització del citoesquelet en condicions fisiològiques. El fet d'unir-se i estabilitzar els microtúbuls està directament relacionat amb la fosforilació, ja que quan la proteïna està fosforilada, l'assemblatge es duu a terme més fàcilment. Així doncs, quan la proteïna està hiperfosforilada (PHF-Tau), es dissocia del citoesquelet i s'acumula. Aquesta PHF-Tau és el major component dels filaments de doble hèlix (PHFs), els quals constitueixen els cabdells neurofibril·lars i juntament amb les plaques senils, són les estructures aberrants, de forma anormal, que s'associen als cervells d'aquelles persones que pateixen Alzheimer. Aquesta hiperfosforilació pot ser deguda a un augment de Tau cinases o bé a una disminució de Tau fosfatases. En l'Alzheimer, almenys trenta residus de serina o treonina són fosforilats.
Més de la meitat dels llocs de fosforilació de la PHF-Tau són residus de serina i treonina seguits per una prolina, de manera que és raonable pensar que membres de la família de les MAPK tenen un paper important en la fosforilació de la proteïna Tau. S'ha demostrat que en algunes malalties neurodegeneratives les JNK i les p38 activades de manera anormal estan associades a cèl·lules que contenen Tau filamentoses, de manera que aquestes cinases contribueixen a la hiperfosforilació de la proteïna Tau. A més a més, s'ha descobert que en algunes malalties neurogeneratives l'activador de
p38 MAPK (MKK6) té un paper important.
En els últims anys, s'ha demostrat que la Tau és un bon substrat in vitro per a les isoformes p38-δ i p38-γ. La fosforilació de la proteïna Tau duta a terme per aquestes dues isoformes de p38 dona lloc a una reducció de la seva capacitat per promoure l'assemblatge de microtúbuls. A més a més, l'expressió excessiva de p38-γ en neuroblastoma, indueix la fosforilació de la Tau, la qual cosa està directament relacionada amb una disminució de la Tau associada al citoesquelet i un augment de la Tau soluble.
Totes aquestes evidències indiquen que les p38 MAPKs tenen la capacitat de regular la hiperfosforilació de la proteïna Tau en malalties neurodegeneratives i que poden haver propostes terapèutiques bones per aquestes malalties.